# Фагундес, Жуан Алвариш

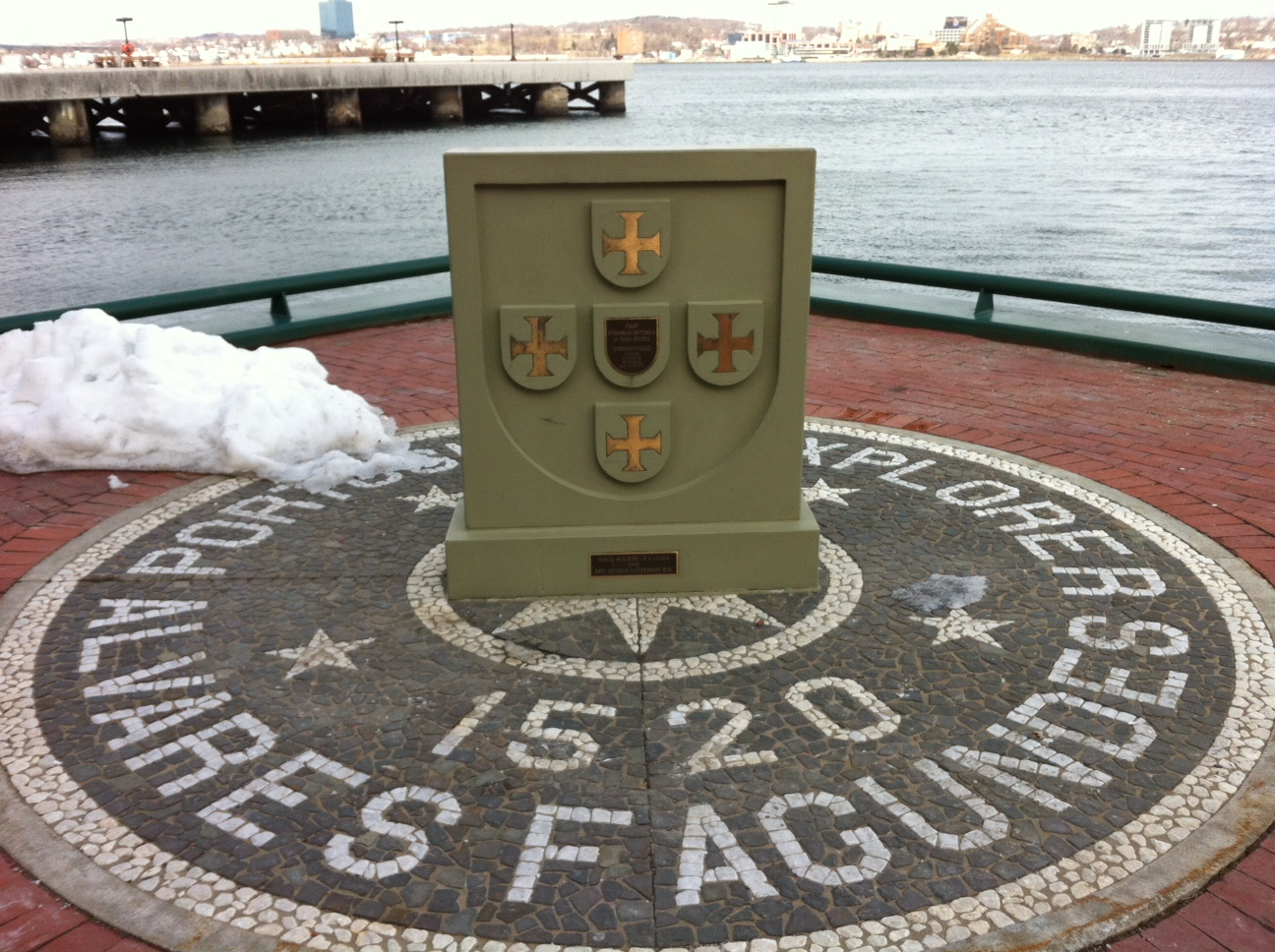
Памятный знак в честь Фагундеса около Галифакс-Харбора, Новая Шотландия

Жуан Алвариш Фагундес (порт.  João Álvares Fagundes; около 1460, Виана-ду-Каштелу, Португалия — 1522, там же) — португальский мореплаватель, исследователь, судовладелец. Организатор нескольких экспедиций на остров Ньюфаундленд и в Новую Шотландию (около 1520—1521).
В 1504 и 1508—1509 годах Себастьян Кэбот открыл огромные рыбные угодья вокруг острова Ньюфаундленд, португальцев также привлекали эти рыбные богатства. В 1520 году португальский судовладелец Жуан Алвариш Фагундес организовал и возглавил экспедицию в этот богатый регион.
Нанёс на карту участки Северной Атлантики у Ньюфаундленда, богатые косяками трески. Именно с тех пор солёная треска («бакальяу») стала самой популярной рыбой на португальских столах .
Вместе со своим капитаном Жуаном Фернандешем Лаврадором и штурманом, в сопровождении колонистов (в основном с Азорских островов и некоторой части Континентальной Португалии) исследовал о. Святого Павла возле Кейп-Бретона к северо-востоку от полуострова Новая Шотландия, остров Сейбл, остров Пингвин (сейчас известный как остров Фанк), Бургео и острова Сен-Пьер и Микелон, которые он назвал островами Одиннадцати тысяч девственниц в честь святой Урсулы. Путешественники были одними из первых европейцев, побывавших на этих островах.
Фагундес исследовал южное побережье Новой Шотландии, побережье залива Фенди и часть северо-западного побережья залива Мэн около залива Пенобскот (44 ° 15 'N 68 ° 50' E.), открыв таким образом около 1000 км восточного побережья Северной Америки.
13 марта 1521 года король Португалии Мануэль I даровал Фагундесу исключительные права на его открытия.
По возвращении в Португалию он получил разрешение короля организовать колонию в недавно открытых землях, вербовать добровольных колонистов, которые летом 1523 года поселились на восточном побережье Кейп-Бретона. После полутора лет проживания там между колонистами и коренными индейцами начались конфликты, приведшие к уничтожению португальцев.